# Ex ospedale civico di Rovigo
L'ex ospedale civico Santa Maria della Misericordia di Rovigo è un complesso architettonico situato a Rovigo.

## Storia

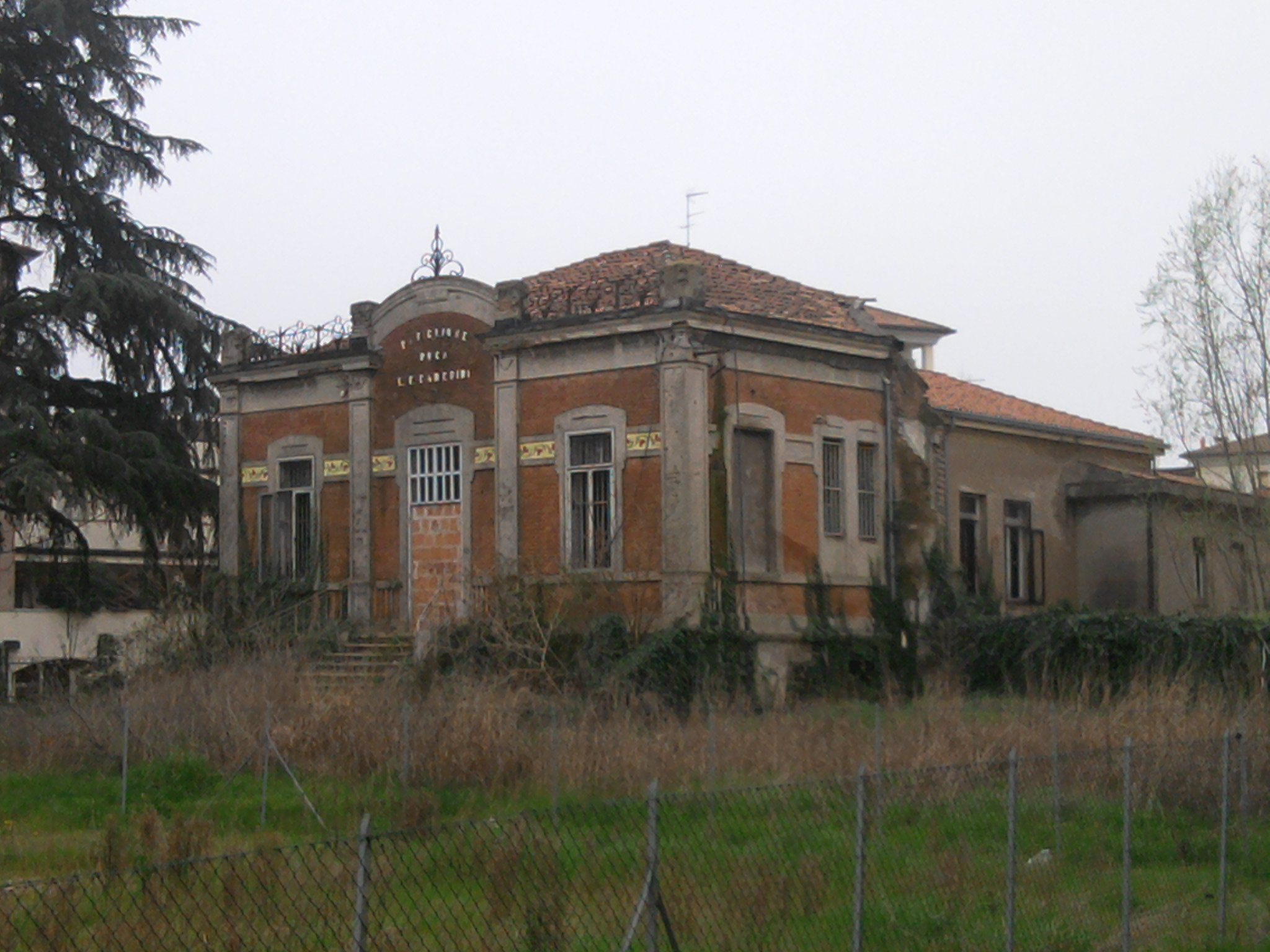
Il padiglione duca Camerini

Il palazzo fu costruito nel 1846 nel sito in cui fin dalla metà del XIII secolo era già presente un antico ospedale di cui si hanno scarse notizie. Nel 1288 il vescovo Bonazonta riconobbe il giuspatronato sull'ospedale al Comune di Rovigo.
Dal 1946 al 1972 la divisione pediatrica e il reparto di malattie infettive furono dirette da Marta Radici, una delle prime donne in Italia a ricoprire il ruolo di primario. Qui fu anche istituito il Centro degli Studi sulla Microcitemia.
I padiglioni erano dislocati in vari edifici che, rivelatisi inadeguati, negli agli anni ottanta del XX secolo sono stati trasferiti presso la moderna sede del nuovo ospedale di Santa Maria della Misericordia, all'esterno al centro storico.
Il padiglione dell'ex geriatria ospita l'ufficio urbanistica del Comune, mentre l'ex ginecologia ospita il Circolo sociale. Sulla facciata del padiglione duca Camerini, ex ortopedia, è presente una fascia con decorazioni in maiolica di Galileo Chini, uno tra i maggiori esponenti del liberty italiano. Quest'ultimo padiglione si presenta in stato di abbandono e nel 2018 è stato inserito tra i luoghi del cuore del FAI.